# Fort-Moville
Fort-Moville é uma comuna francesa na região administrativa da Normandia, no departamento de Eure. Estende-se por uma área de 9,32 km². Em 2010 a comuna tinha 517 habitantes (densidade: 55,5 hab./km²).